# Abdul Ghani Baradar
Abdul Ghani Baradar (paixtu: ملا محمد عمر) (Weetmak, 29 de setembre de 1968), també anomenat Germà Mul·là, és un líder talibà, cofundador dels talibans a l'Afganistan. Va ser diputat del Mohammad Omar. Va ser capturat al Pakistan per un equip de funcionaris d'Intel·ligència Interserveis (ISI) i de l'Agència Central d'Intel·ligència (CIA) el febrer de 2010 i va ser alliberat el 24 d'octubre de 2018 a petició dels Estats Units.

## Biografia
És un Paixtu durrani de la tribu Popalzai. Va lluitar durant la dècada de 1980 en la guerra afganosoviètica a Kandahar (principalment en la zona de Panjwayi) i va servir en els mujahidins afganesos contra el govern afganès que tenia el suport dels soviètics. Després va operar una madrassa a Maiwand, província de Kandahar, juntament amb el seu ex comandant, Mohammad Omar. El 1994, va ajudar Omar a trobar els talibans en el sud de l'Afganistan.
Durant el règim talibà (1996–2001), va ocupar diversos càrrecs, com governador de les províncies d'Herat i Nimruz i comandant del Cos per a l'Afganistan occidental. Un document no classificat del Departament d'Estat dels Estats Units el menciona com l'excap adjunt de l'estat major de l'exèrcit i comandant del cos de l'Exèrcit Central, Kabul, mentre que Interpol afirma que va ser viceministre de defensa dels talibans.
Després dels atacs de l'11 de setembre de 2001, els Estats Units van envair l'Afganistan i van deposar els talibans amb l'ajuda de forces afganeses. Baradar va lluitar contra l'Aliança del Nord secundada pels Estats Units i, segons Newsweek, "es va apoderar d'una motocicleta i va conduir el seu vell amic [Omar] a lloc segur a les muntanyes", el novembre de 2001, quan les defenses talibans s'estaven enfonsant.
El nou Govern afganès es va organitzar de conformitat amb l'Acord de Bonn de desembre de 2001; Hamid Karzai va actuar com a líder provisional i posteriorment President de l'Afganistan. Baradar es va trobar ara lluitant contra la Força Internacional d'Assistència i de Seguretat i el recentment format govern afganès. Molts altres comandants talibans van morir en els anys següents a la invasió inicial, inclòs el rival de Baradar, el mul·là Dadullah, que va ser assassinat a la província d'Helmand el 2007. Baradar finalment es va aixecar per a dirigir la Quetta Shura i es va convertir en el líder de facto dels talibans, dirigint la insurrecció des del Pakistan. En quant al seu temperament, ha estat descrit com "un antic cap tribal de Paixtu" i un constructor de consens.
Malgrat les seves activitats militars, Baradar hauria estat darrere de diversos intents d'iniciar les converses de pau, específicament el 2004 i 2009, i àmpliament vist com una part potencialment clau d'un acord de pau negociat.
El 8 de febrer de 2010, va ser arrestat prop de Karachi durant un atac, i funcionaris estatunidencs van afirmar que l'arrest podria representar un "punt d'inflexió" en la lluita amb els talibans. El Pakistan només va confirmar la detenció més d'una setmana després i no va haver-hi confirmació per part dels funcionaris pakistanesos de què es tractava d'una operació conjunta entre els Estats Units i el Pakistan, de fet el Ministre de l'Interior pakistanès, Rehman Malik, va negar que ho fos. Altres fonts han suggerit que l'arrest va ser un accident afortunat, amb Baradar recollit juntament amb altres en una batuda basada en informacions proporcionades pels Estats Units. A més del periòdic Dawn, la història va ser ignorada en gran manera en la premsa pakistanesa quan es va trencar inicialment.
Encara que alguns analistes consideren la detenció de Baradar com un canvi significatiu en la posició del Pakistan, uns altres van afirmar que el Pakistan va arrestar Baradar per a aturar les seves negociacions amb el govern de Karzai, perquè el Pakistan obtingués un lloc en la taula, ja que un acord entre els talibans i el govern de Karzai podria privar el Pakistan d'influència a l'Afganistan.
Una altra opinió sosté que el general pakistanès Ashfaq Parvez Kayani va usar la sèrie d'arrestos talibans per a ajudar a estendre la seva pròpia carrera més enllà de la seva data de jubilació de novembre. Segons aquesta teoria, això elevaria la seva posició entre els polítics estatunidencs i pressionaria el govern pakistanès per mantenir-lo en el càrrec.
Segons s'informa, el govern afganès va mantenir converses secretes amb Baradar i es diu que la seva detenció va endurir el president Hamid Karzai. Malgrat les reiterades al·legacions que el Pakistan lliuraria Baradar a l'Afganistan si se li demanava formalment que ho fes, i que la seva extradició estava en curs, va ser exclòs expressament de la llista de líders talibans que el Pakistan tenia previst alliberar el novembre de 2012.
El mul·là Abdul Qayyum Zakir es va convertir en el cap militar talibà després de la detenció de Baradar. Nou dirigents talibans, sense incloure Baradar, van ser posats en llibertat el 23 de novembre de 2012.

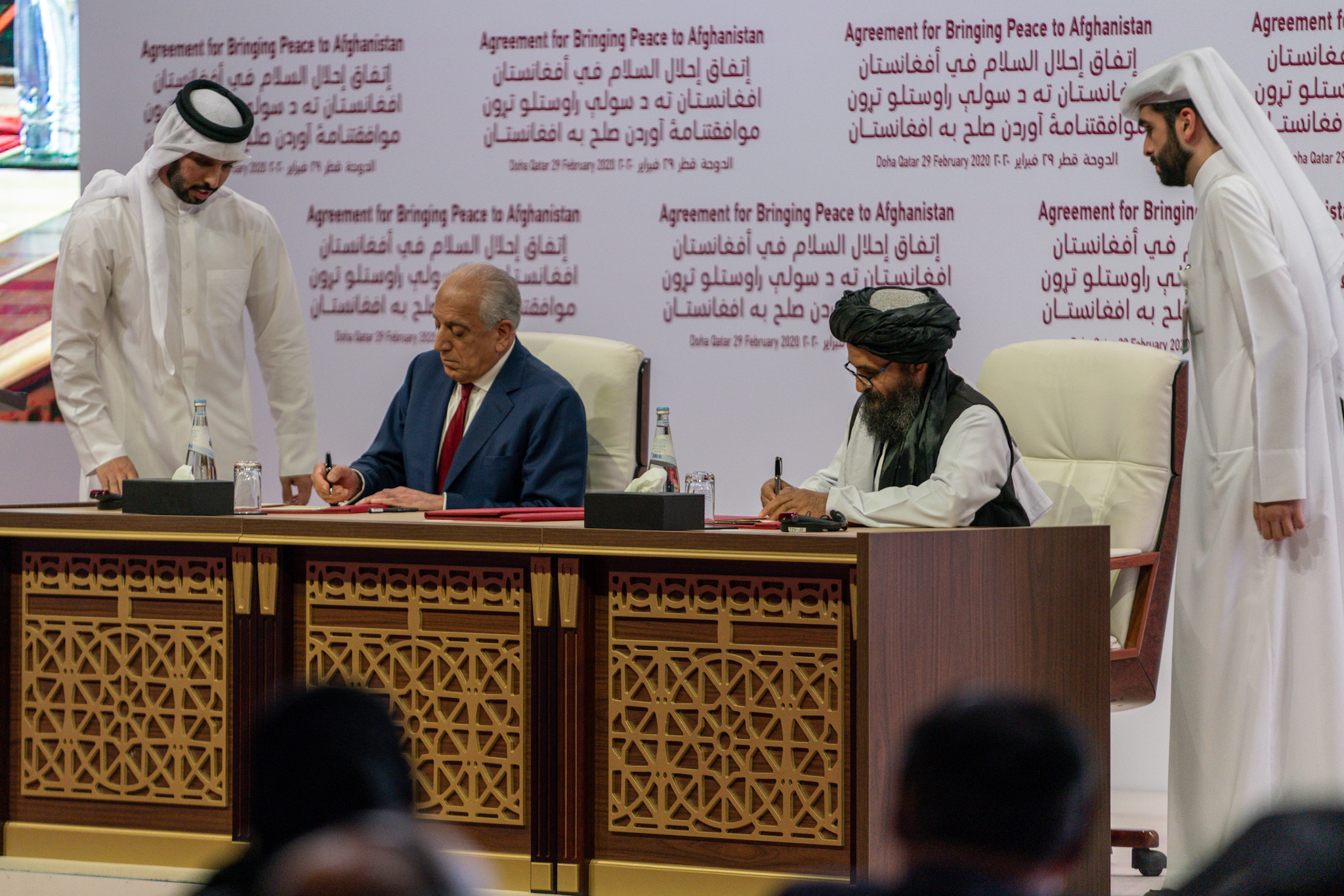
El representant dels Estats Units, Zalmay Khalilzad (esquerra) i Baradar (dreta), signen l'acord per a aconseguir la pau a l'Afganistan a Doha (Qatar) el 29 de febrer de 2020

El 25 d'octubre de 2018, els talibans van confirmar que el Pakistan havia alliberat el mul·là Baradar. Posteriorment va ser nomenat cap de l'oficina diplomàtica talibà a Doha, Qatar. L'enviat especial de Washington, Zalmay Khalilzad, va afirmar que el mul·là Baradar va ser alliberat a petició dels Estats Units.
El febrer de 2020, Baradar va signar l'acord sobre la retirada de les forces estatunidenques de l'Afganistan en nom dels talibans.
Es rumorejà que Baradar seria el president de l'Afganistan després del derrocament del govern d'Ashraf Ghani pels talibans a l'agost de 2021.